# BARF
Ne doit pas être confondu avec Blasting all rotten fuckers.
Le BARF (acronyme anglais de Biologically Appropriate Raw Food, soit « nourriture crue biologiquement appropriée ») est un régime alimentaire de type ration ménagère pour les animaux domestiques, en particulier les chiens, mais aussi les chats et les furets, qui consiste à les nourrir grâce à une alimentation à base de viandes le plus souvent crues et sans produit transformé.

## Histoire
Le régime BARF est un régime élaboré en 1993 par Ian Billinghurst, un vétérinaire australien selon lequel l'alimentation industrielle serait à l'origine de dysplasie de la hanche, et de maladies comme des cancers et des troubles dentaires.
Le vétérinaire australien Tom Lonsdale reprend à son compte ce régime et le nomme « Raw Feeding », ce qui signifie alimentation crue, mais aussi alimentation brute.

## Principes

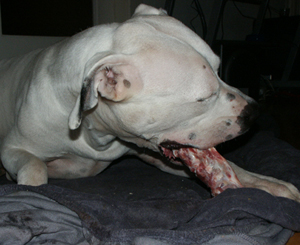
Le BARF consiste à donner une alimentation sans produit transformé, en partie basée sur l'apport de viande souvent crue.

Le BARF recouvre plusieurs types d'alimentation à base de viande crue. Il est possible d'élaborer plusieurs types de rations BARF, plus ou moins équilibrées. Ce régime alimentaire est normalement composé de viande crue, d’os charnus, de fruits et de légumes, d’abats et de poisson. On y retrouve également des algues, des produits laitiers, des huiles, des levures. En revanche, ce régime exclut les féculents et les produits transformés.
Le BARF se distingue d'un autre type d'alimentation non conventionnelle, le whole feeding, par le fait qu'il se base non pas sur des proies entières mais sur des carcasses d'animaux et d'autres aliments.

## Motivations
Un argument souvent avancé par les propriétaires qui choisissent le BARF pour nourrir leurs animaux est la volonté d'une alimentation « plus naturelle » et plus proche de celle qu'ils auraient « à l'état sauvage ». Il s'agit également souvent de personnes qui se méfient des aliments conventionnels industriels et/ou qui pensent qu'une alimentation crue est plus bénéfique pour la santé. Sébastien Lefebvre, professeur de nutrition à l'École nationale vétérinaire de Lyon, remarque que les supports traitant du régime BARF mettent souvent en avant une vision de défiance envers la médecine vétérinaire conventionnelle.

## Avantages et inconvénients
Les chiens nourris au BARF présenteraient une meilleure santé buccodentaire, probablement en raison de la présence d'os dans l'alimentation, même si cet avantage est à contrebalancer par le risque de perforation du système digestif que les os peuvent engendrer. Ce régime alimentaire présente une digestibilité légèrement meilleure que les aliments industriels. D'autres avantages avancés par les propriétaires ne sont pas confirmés par la littérature scientifique, comme la diminution du risque de calculs urinaires, un plus beau pelage, une meilleure digestibilité des protéines, et un risque moins important d'allergie alimentaire,.
Parmi les inconvénients, il s'agit souvent d'une pratique chronophage et coûteuse, au régime qui est facilement déséquilibré, et comportant un risque sanitaire lorsque la viande est donnée crue. La variabilité de qualité des aliments est un facteur supplémentaire de déséquilibre nutritionnel. Il existe des rations de BARF commerciales.

## Aspect vétérinaire

### Équilibre nutritionnel
Le risque de déséquilibre alimentaire est important. Les rations BARF sont souvent riches en protéines et en graisses, ce qui les rend appétentes. Elles ne sont cependant généralement pas suffisantes pour couvrir les apports énergétiques des animaux. Les excès ou les carences en certains éléments (calcium, oligo-éléments, vitamines) sont courants. Il est donc nécessaire de complémenter la ration en vitamine E et en zinc. De plus, les régimes BARF équilibrés sont plutôt peu suivis correctement à moyen terme ; la compliance des propriétaires au bout d'un mois est de 13 % seulement.

### Aspect sanitaire

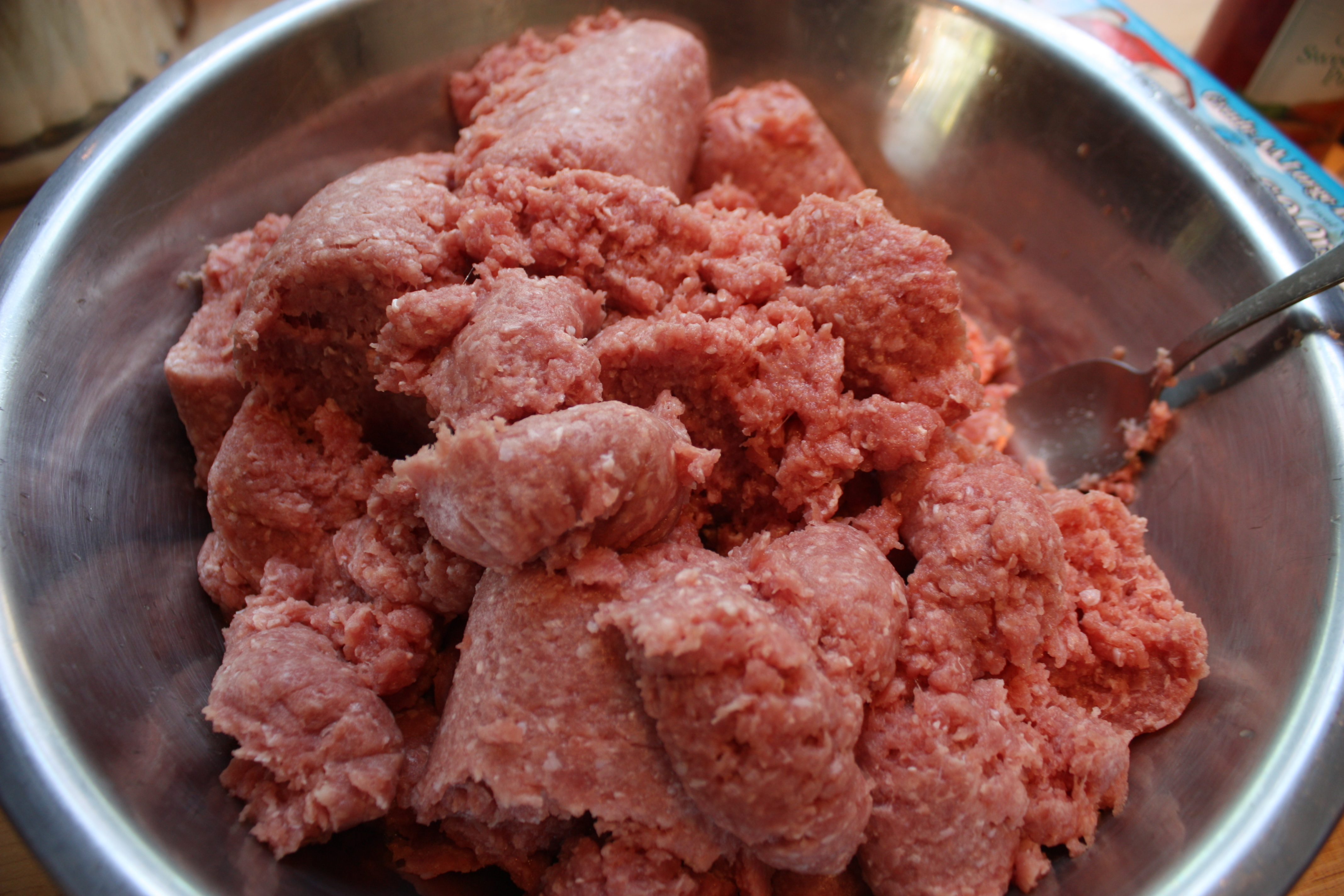
Pour des raisons sanitaires, il est recommandé de ne pas donner de la viande broyée crue, mais de préférer des morceaux entiers et au moins cuits en surface.

Le BARF soulève des inquiétudes sanitaires concernant les risques de contamination par les bactéries et les parasites de la viande crue utilisée. Les aliments à base de viande crue utilisés dans le cadre du BARF sont fort contaminés par des entérobactéries. 80 % des rations BARF sont ainsi contaminées par des bactéries Salmonella.
La contamination de la viande s'opère pendant l'abattage lorsque les bactéries externes sont disséminées sur les carcasses lors de la découpe. Ces bactéries, souvent multirésistantes, sont excrétées par l'animal et sont susceptibles de contaminer les humains. Il est donc recommandé d'éviter les viandes hachées pour leur préférer les morceaux entiers, et de cuire la viande en surface afin d'éliminer les bactéries. Les préparations commerciales de BARF sont également concernées par ce risque microbiologique.

## Prey Model

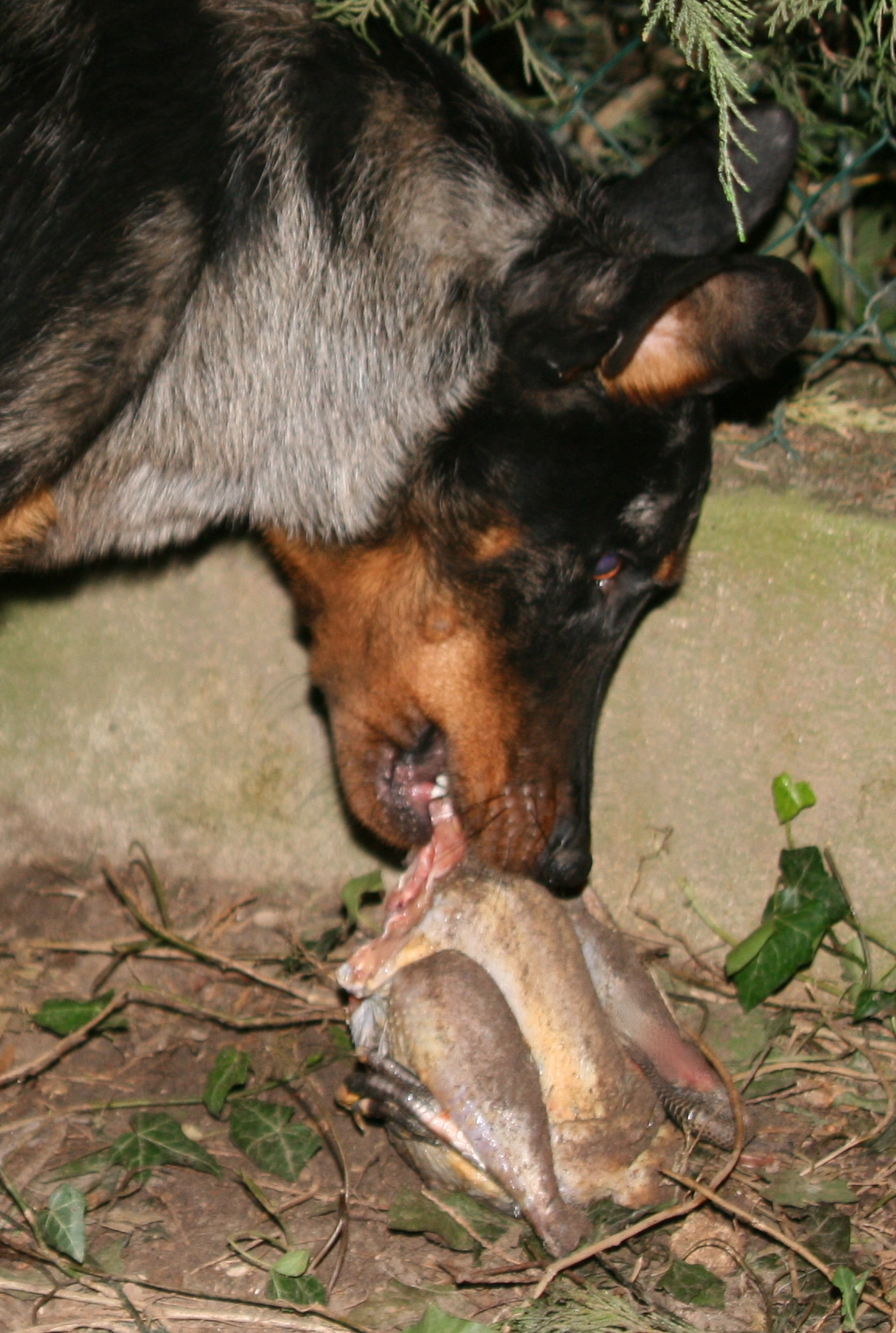
Chien mangeant une pintade crue, plumée.

Le Prey Model est une variante du BARF qui repose sur les mêmes grands principes mais qui exclut tout fruit et légume ainsi que tout apport d'huile. Ce régime constitue un risque supplémentaire en termes de déséquilibre puisqu'il comporte un déficit en acides gras essentiels et en fibres indispensables à une digestion saine, en plus des déséquilibres communs au BARF.